# Folke Sandström
Einar Folke Emanuel Sandström, född 27 september 1892 i Edshult, död 18 augusti 1962 i Lidingö, var en svensk dressyrryttare.
Han blev olympisk bronsmedaljör i Berlin 1936. Sandström är begravd på Gamla kyrkogården i Eksjö.

## Utmärkelser
- Riddare av Svärdsorden[3]
- Riddartecknet av I klass av Finlands Vita Ros’ orden[3]

[Redigera Wikidata]